# جان إليزابيث هامبتون
جان إليزابيث هامبتون (بالإنجليزية: Jean Elizabeth Hampton)‏ هي فيلسوفة أمريكية، ولدت في 1 يونيو 1954، وتوفيت في 2 أبريل 1996.